# Аргир Ковачев
Аргир Танасов Димитров Ковачев (на гръцки: Αργύρης Koβάτσης ή Δημητρίου) е гръцки партизанин и деец на НОФ и ДАГ.

## Биография
Ковачев е роден на 21 май 1918 година в костурското село Здралци, на гръцки Амбелокипи, Гърция, в семейството на гръцкия андартин Анастас Димитров. Майка му е Яна Попхристова (Папахристу), чийто баща е бил поп в Брещени, по която линия Ковачев е племенник на българския революционер Вангел Попхристов. Ковачев завършва основно училище в родното си село. От малък се занимава със земеделие, помагайки на родителите си.
Влиза в гръцката армия и по време на Втората световна война е на служба в 1-ва огнева линия. По време на окупацията на Гърция през Втората световна война се включва в комунистическата съпротива. Участва в Гръцката гражданска война. Командва батальон на ДАГ, в чийто състав е четата на Пецо Ромев.
Участва в сблъсъка между Националната армия на Гърция и комунистическите сили на Демократичната армия на Гърция (ДАГ) по време на Гражданската война в Гърция, станал от 26 август до 12 септември 1948 година в планините Вич (Вици), Баба (Варнудас) и Дъмбенска (Мали Мади) като командир на 426-и батальон.
Публикува автобиографията си, озаглавена Ο Ατίθασος Ταγματάρχης (Непокорният майор), описваща живота му и дейността му в гръцката армия. За дейността си е награден от гръцката държава с медал за национална съпротива.
Умира в декември 2010 година в родното си село. Погребан е на 19 декември в Здралци. Оставя малък частен музей с исторически сувенири в къщата си.